# Bruray

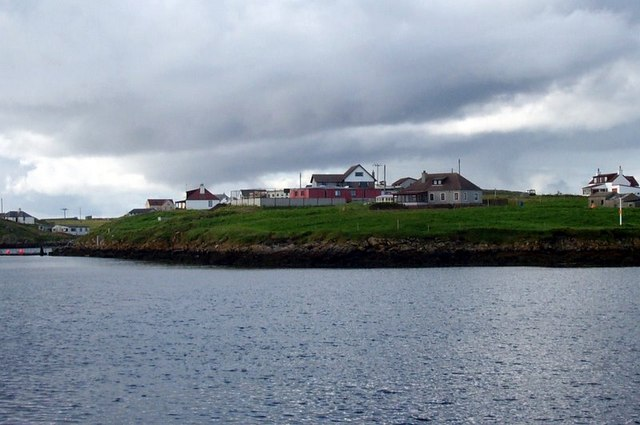
Die Schule in Bruray

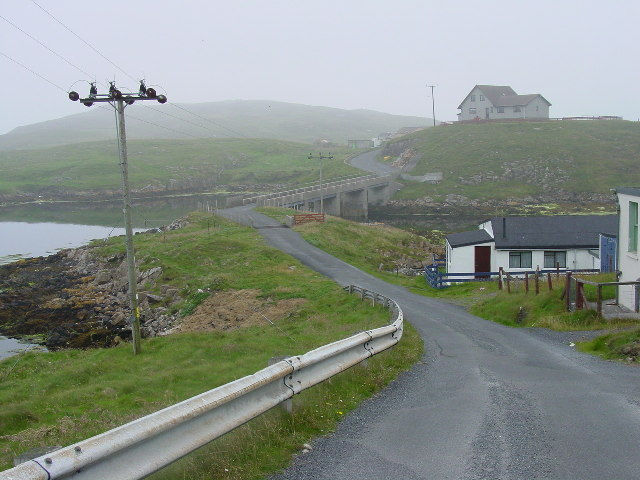
Die Brücke nach Bruray

Bruray ist eine Insel, die im Osten der zu Schottland zählenden Shetlands liegt.

## Geographie
Bruray liegt etwas weniger als 20 Kilometer nordöstlich von Mainland. Es ist die zweitgrößte Insel der Gruppe der Out Skerries und, neben Housay im Westen, eine der beiden bewohnten. Sie sind über eine Brücke miteinander verbunden. Die nächste Insel im Osten ist Grunay.
Der 53 Meter hohe Bruray Ward im Norden markiert den höchsten Punkt von Bruray. Die Einwohnerzahl hatte in jüngerer Zeit zunehmend abgenommen, 2011 wurden 24 Menschen gezählt.
Zur Ausstattung von Bruray gehören ein Fährhafen, ein Flugplatz, eine Feuerwache, ein Laden zum Einkaufen sowie eine Schule.

## Historisches
Im Rahmen der historischen Gliederung Schottlands in Civil Parishes zählt Bruray zu Nesting. Der Bruray Harbour Shop and Store ist 1998 als Listed Building der Kategorie C eingestuft worden.